# Michelle Pfeiffer

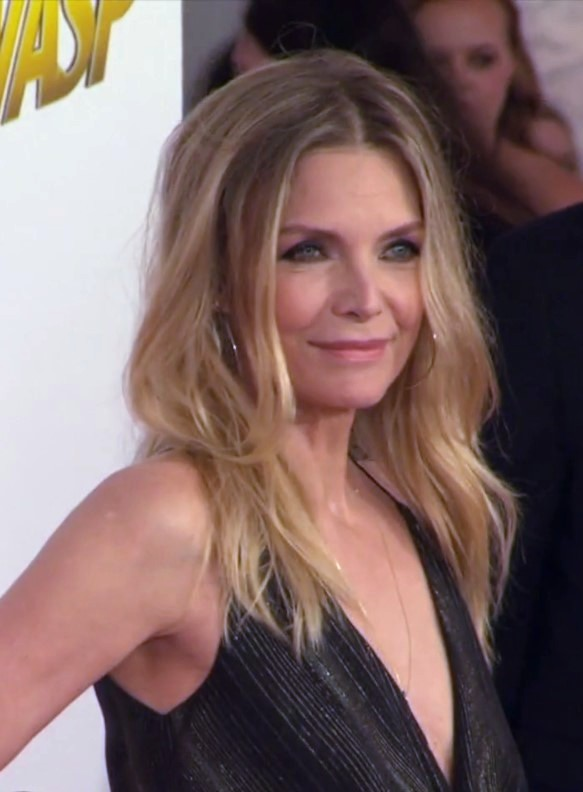
Michelle Pfeiffer (2018)

Michelle Marie Pfeiffer (* 29. April 1958 in Santa Ana, Kalifornien) ist eine US-amerikanische Schauspielerin.

## Jugend
Pfeiffer wurde als das zweite von vier Kindern des Heizungs- und Klimainstallateurs Richard Pfeiffer und seiner Frau Donna (geborene Taverna) geboren. Sie hat einen älteren Bruder namens Rick und zwei jüngere Schwestern, Dedee (ebenfalls Schauspielerin) und Lori. Ihre Vorfahren väterlicherseits stammen aus Deutschland, Irland und den Niederlanden und mütterlicherseits aus der Schweiz und Schweden.
Den Großteil ihrer Kindheit verbrachte Pfeiffer in Midway City, wo sich ihre Familie niedergelassen hatte und wo sie die Fountain Valley High School besuchte. Nach ihrem Schulabschluss 1976 besuchte sie das Golden West College in Huntington Beach, belegte kurzzeitig einen Kurs für Gerichtsstenographie und entdeckte schließlich ihr Interesse an der Schauspielerei. 1978 wurde die damalige Supermarktverkäuferin zur „Miss Orange County“ gewählt und wurde nachfolgend Sechste der Wahl zur „Miss California“. Zu dieser Zeit begann sie, Schauspielunterricht zu nehmen und für erste Rollen im Fernsehen vorzusprechen.

## Karriere
Ihre erste Rolle in einer Folge der Fernsehserie Fantasy Island erhielt Pfeiffer 1978. 1979 trat sie mehrfach in der Sitcom Delta House auf, danach gab sie ihr Filmdebüt in Falling in Love Again (1980) und The Hollywood Knights (1980). 1981 spielte sie in Charlie Chan und der Fluch der Drachenkönigin eine Nebenrolle. Keiner dieser Filme war ein kommerzieller Erfolg. Pfeiffer nahm  weiterhin Schauspielunterricht an der Schauspielschule Beverly Hills Playhouse und spielte in einigen Fernsehfilmen, bevor sie ihre erste Hauptrolle in Grease 2 (1982) bekam. Zwar war diese Fortsetzung (im Gegensatz zum Vorgänger Grease) ein kommerzieller Misserfolg, jedoch erhielt Pfeiffer für ihre Darstellung positive Kritiken. Brian De Palma weigerte sich zunächst, Pfeiffer für die Rolle der Elvira Hancock, Tony Montanas Frau in Scarface (1983), zu besetzen, wurde aber schließlich vom Hauptdarsteller Al Pacino umgestimmt, der sich für Pfeiffer starkgemacht hatte. Der Film wurde ein kommerzieller Erfolg und konnte Pfeiffers Bekanntheitsgrad deutlich erhöhen.

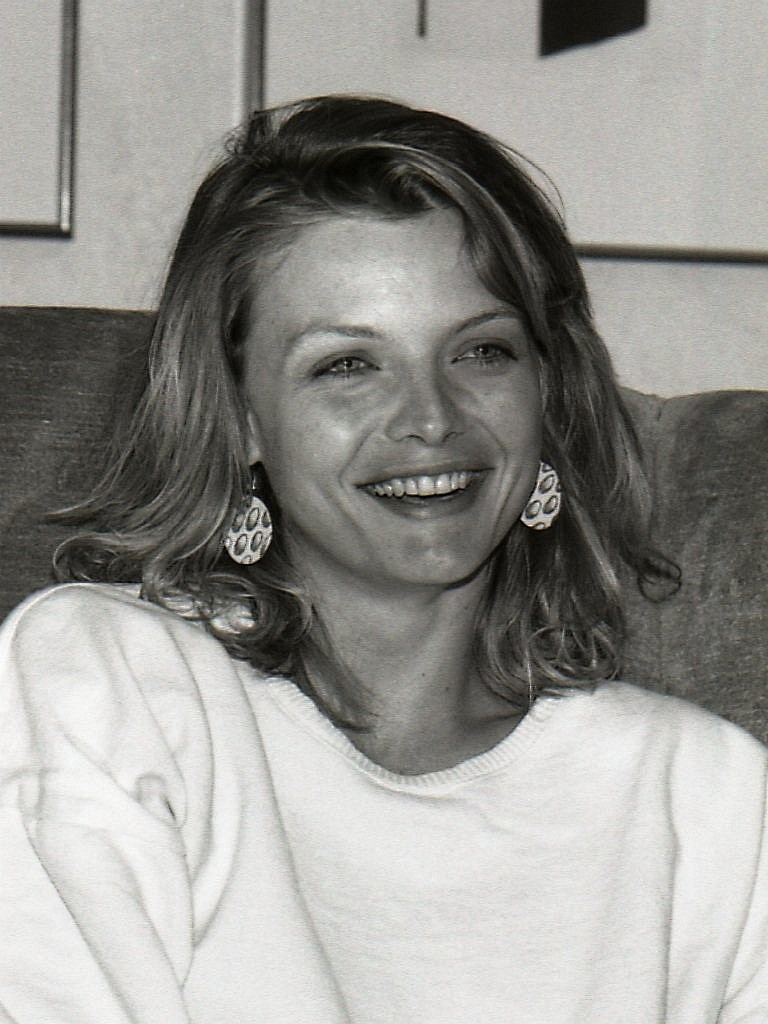
Pfeiffer (1985)

Nach Scarface übernahm Pfeiffer 1985 neben Jeff Goldblum die Hauptrolle in der Komödie Kopfüber in die Nacht. Im selben Jahr war sie in dem Fantasyfilm Der Tag des Falken zu sehen, in dem sie neben Rutger Hauer und Matthew Broderick eine junge Frau spielte, die einem Fluch zum Opfer fällt. 1986 spielte sie in Sweet Liberty an der Seite von Michael Caine. Keiner dieser Filme war erfolgreich, jedoch konnten sie Pfeiffers Bekanntheitsgrad weiter steigern. 1987 spielte sie in der kommerziell erfolgreichen Fantasykomödie Die Hexen von Eastwick an der Seite von Jack Nicholson, Cher und Susan Sarandon.
1988 übernahm sie die titelgebende Hauptrolle in dem Film Die Mafiosi-Braut, die ihr eine Golden-Globe-Nominierung einbrachte. Im selben Jahr spielte sie auch größere Rollen in Tequila Sunrise (neben Mel Gibson und Kurt Russell) und Gefährliche Liebschaften (neben Glenn Close und John Malkovich). Für ihre Leistung in letzterem Film gewann sie einen BAFTA-Award und erhielt zudem ihre erste Oscar-Nominierung. Im Jahr darauf übernahm Pfeiffer an der Seite von Jeff Bridges die weibliche Hauptrolle in Die fabelhaften Baker Boys, für die sie gute Kritiken erhielt und einen Golden Globe gewann. Zusätzlich bekam sie für diese Rolle ihre zweite Oscar-Nominierung.

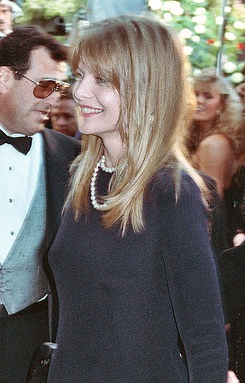
Pfeiffer bei der Oscarverleihung 1990

1990 spielte sie in dem Agententhriller Das Rußland-Haus die weibliche Hauptrolle an der Seite von Sean Connery und 1991 in dem Liebesfilm Frankie & Johnny erneut an der Seite von Al Pacino. Für beide Rollen erhielt Pfeiffer jeweils eine Golden-Globe-Nominierung. Pfeiffers Karriere litt seit den 1990er Jahren unter einer sehr vorsichtigen Rollenwahl. So lehnte sie etwa die Hauptrolle in Das Schweigen der Lämmer ab, für die letztlich Jodie Foster einen Oscar erhielt, sowie eine Mitwirkung in dem späteren Welterfolg Basic Instinct, in dem schließlich Sharon Stone die weibliche Hauptrolle spielte. 1992 übernahm Pfeiffer die Rolle der Comicfigur Catwoman in Tim Burtons Batmans Rückkehr. Die Comicverfilmung wurde ein kommerzieller Erfolg und auch Pfeiffers Darstellung erntete Lob von den Kritikern. Im selben Jahr spielte sie zudem die Hauptrolle in dem Filmdrama Love Field – Liebe ohne Grenzen, das im Gegensatz zum Batman-Film jedoch an den Kinokassen erfolglos blieb. Dennoch konnte Pfeiffer für ihre Rolle ihre dritte Oscar-Nominierung sowie ihre fünfte Golden-Globe-Nominierung verbuchen.
In Martin Scorseses Zeit der Unschuld spielte sie 1993 an der Seite von Daniel Day-Lewis die weibliche Hauptrolle, für die sie ihre bereits sechste Golden-Globe-Nominierung erhielt. Im darauffolgenden Jahr war sie in dem Fantasythriller Wolf – Das Tier im Manne erneut neben Jack Nicholson zu sehen. Der Film erhielt gemischte Kritiken, wurde aber ein kleiner Erfolg an den Kinokassen. 1995 spielte sie in dem Überraschungserfolg Dangerous Minds – Wilde Gedanken die Hauptrolle einer ehemaligen US-Marine, die eine neue Arbeit als Lehrerin annimmt.
1996 übernahm sie in den Filmen Aus nächster Nähe (neben Robert Redford) und Schatten einer Liebe jeweils die weibliche Hauptrolle. Beide Filme wurden jedoch kommerzielle Misserfolge und fielen auch bei der Kritik durch. Von 1997 bis 1999 folgten mit Tausend Morgen (1997), Tief wie der Ozean (1998), Ein Sommernachtstraum (1999) und An deiner Seite (1999) weitere Misserfolge. Pfeiffers Karriere war damit Ende der 1990er Jahre an einem Tiefpunkt angelangt.
2000 stabilisierte sie ihre Karriere wieder, als sie in dem kommerziell erfolgreichen Horrorthriller Schatten der Wahrheit die misstrauische Ehefrau von Harrison Ford spielte. Für diese Rolle erhielt Pfeiffer eine Rekordgage von über zehn Millionen US-Dollar. 2001 und 2002 übernahm sie in den Filmen Ich bin Sam und Weißer Oleander jeweils eine der Hauptrollen; die Erfolge beider Produktionen waren begrenzt. In letzterem Film (einem Mutter-Tochter-Drama) spielte Pfeiffer, die bis dahin stets aufrichtige und gute Charaktere verkörpert hatte, erstmals eine verbitterte, seelisch beschädigte Individualistin, die darin aufgeht, anderen ebenfalls körperliche oder seelische Schäden zuzufügen.
2003 lieh Pfeiffer in dem Zeichentrickfilm Sinbad – Der Herr der sieben Meere der Göttin Eris ihre Stimme. Anschließend zog sie sich für einige Jahre aus dem Filmgeschäft zurück, um sich verstärkt ihrem Privatleben zu widmen.

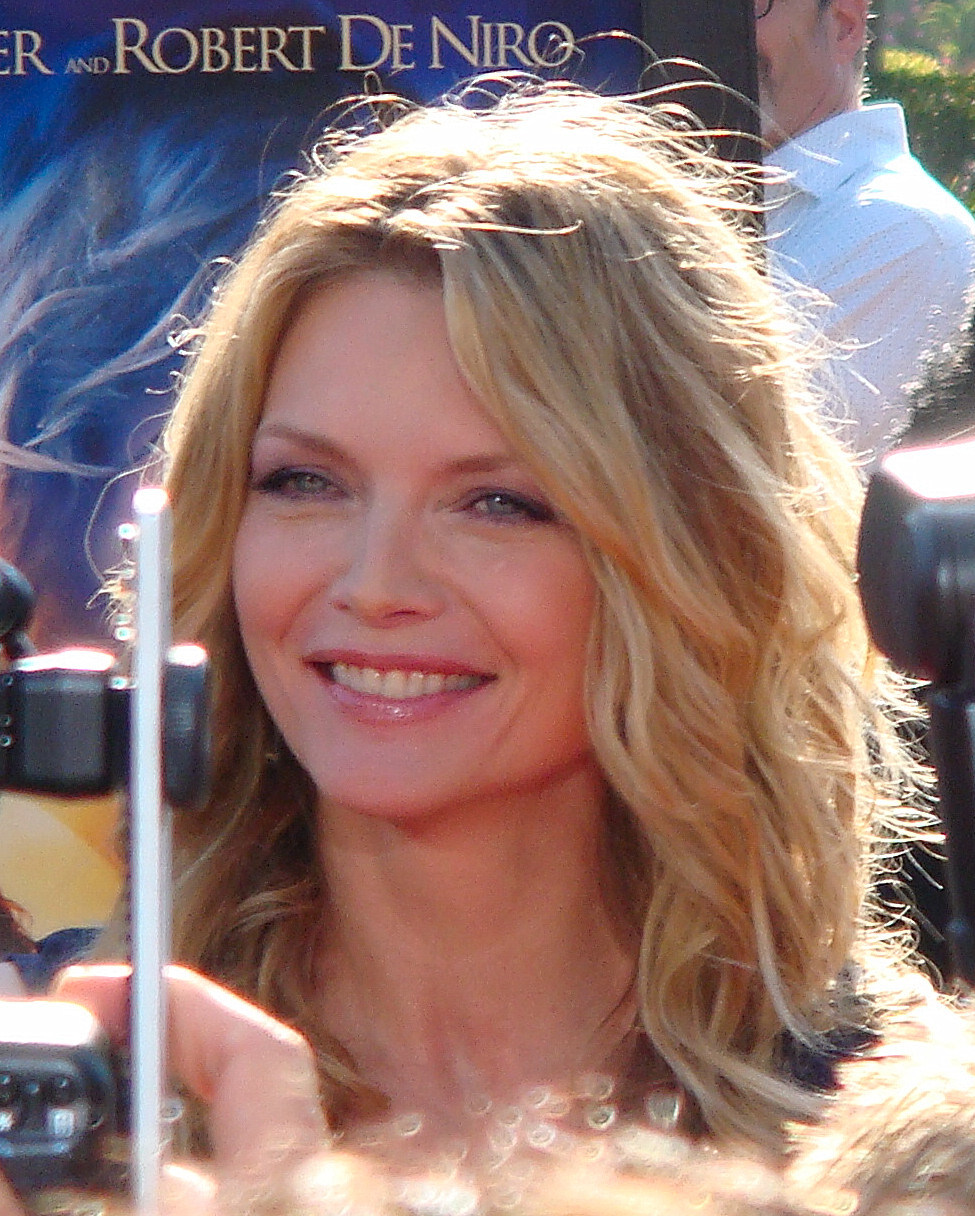
Pfeiffer (2007)

Im Jahr 2007 kehrte Pfeiffer zur Schauspielerei zurück und übernahm Hauptrollen in Hauptsache verliebt und Hairspray. Während ersterer an den Kinokassen kein Erfolg war, wurde letzterer ein Erfolg. Im selben Jahr spielte sie zudem in dem Fantasyfilm Der Sternwanderer in einer Nebenrolle eine böse Hexe, die auf der Suche nach ewiger Jugend ist. Auch dieser Film war ein kleiner Erfolg und Pfeiffer erhielt für ihre Darstellung gute Kritiken.
Im August 2007 wurde Pfeiffer mit einem Stern auf dem Hollywood Walk of Fame geehrt. Ihre nächsten Filmprojekte waren 2009 die kleinen Produktionen, Gemeinsam stärker – Personal Effects und Chéri – Eine Komödie der Eitelkeiten. Ihr nächster Film Happy New Year, in dem Pfeiffer neben vielen anderen bekannten Filmstars agierte, erhielt negative Kritiken.
2012 arbeitete Pfeiffer rund 20 Jahre nach Batmans Rückkehr erneut mit Tim Burton zusammen, der sie (neben Johnny Depp) für die weibliche Hauptrolle in seinem neuen Filmprojekt Dark Shadows besetzte. Der Film erhielt gemischte Kritiken und wurde nur ein kleiner finanzieller Erfolg. Ihre nächsten beiden Filme Zeit zu leben (2012) und Malavita – The Family (2013) waren dagegen kommerzielle Misserfolge.
2017 übernahm sie in Kenneth Branaghs Kriminalfilm Mord im Orient Express eine Nebenrolle. 2018 spielte Pfeiffer eine weitere Nebenrolle in der Marvel-Verfilmung Ant-Man and the Wasp. Beide Filme (besonders letzterer) wurden große Erfolge an den Kinokassen. 2019 wiederholte sie ihre Rolle aus Ant-Man and the Wasp mit einem Cameo-Auftritt in Avengers: Endgame, der zum finanziell erfolgreichsten Film aller Zeiten avancierte. Im gleichen Jahr übernahm sie die Rolle der Antagonistin in dem Disneyfilm Maleficent: Mächte der Finsternis. 2023 spielte sie auch in Ant-Man and the Wasp: Quantumania mit.

## Privatleben

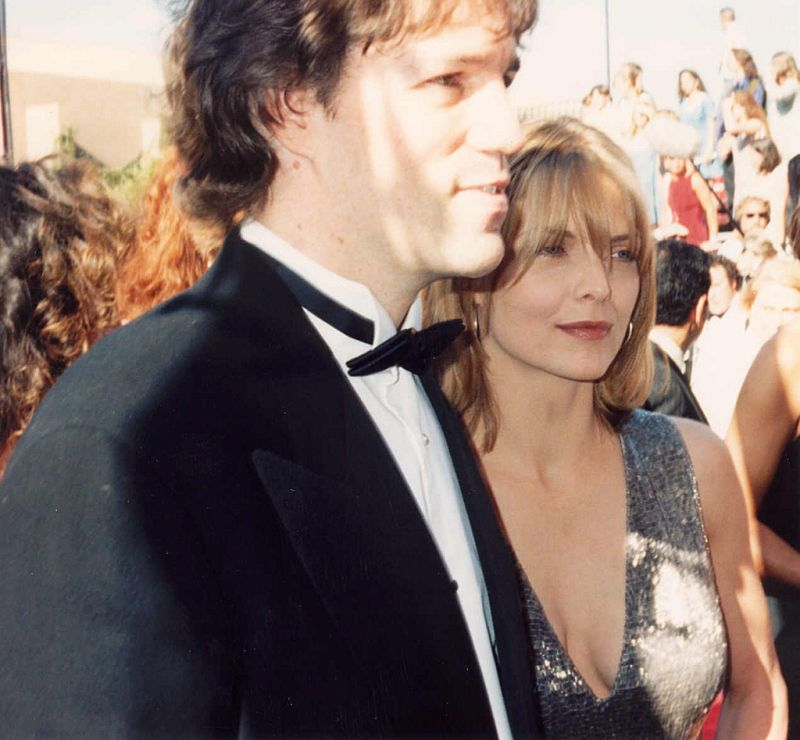
Pfeiffer mit ihrem Ehemann David E. Kelley (1994)

Von 1981 bis 1990 (Trennung 1988) war Pfeiffer mit dem Schauspieler Peter Horton verheiratet. Danach lebte sie drei Jahre lang in einer Beziehung mit dem Schauspieler und Produzenten Fisher Stevens. 1993 adoptierte Pfeiffer ihre Tochter (* 1993) und heiratete David E. Kelley, den Schöpfer der Fernsehserien Picket Fences, Chicago Hope, Ally McBeal und Boston Legal. Mit ihm hat sie einen Sohn (* 1994).

## Filmografie (Auswahl)
- 1981: Charlie Chan und der Fluch der Drachenkönigin (Charlie Chan and the Curse of the Dragon Queen)
- 1981: Träume zerrinnen wie Sand (Splendor in the Grass, Fernsehfilm)
- 1982: Grease 2
- 1983: Scarface
- 1985: Kopfüber in die Nacht (Into the Night)
- 1985: Der Tag des Falken (Ladyhawke)
- 1986: Sweet Liberty
- 1987: Die Hexen von Eastwick (The Witches of Eastwick)
- 1987: Amazonen auf dem Mond oder Warum die Amis den Kanal voll haben (Amazon Women on the Moon)
- 1987: Eine Liebe in Hollywood (Tales from the Hollywood Hills: Naticia Jackson, Fernsehfilm)
- 1988: Die Mafiosi-Braut (Married to the Mob)
- 1988: Tequila Sunrise
- 1988: Gefährliche Liebschaften (Dangerous Liaisons)
- 1989: Die fabelhaften Baker Boys (The Fabulous Baker Boys)
- 1990: Das Rußland-Haus (The Russia House)
- 1991: Frankie & Johnny
- 1992: Batmans Rückkehr (Batman Returns)
- 1992: Love Field – Liebe ohne Grenzen (Love Field)
- 1993: Zeit der Unschuld (The Age of Innocence)
- 1994: Wolf – Das Tier im Manne (Wolf)
- 1995: Dangerous Minds – Wilde Gedanken (Dangerous Minds)
- 1996: Aus nächster Nähe (Up Close & Personal)
- 1996: Schatten einer Liebe (To Gillian on Her 37th Birthday)
- 1996: Tage wie dieser … (One Fine Day, auch als ausführende Produzentin)
- 1997: Tausend Morgen (A Thousand Acres)
- 1998: Der Prinz von Ägypten (The Prince of Egypt, Stimme von Zippora)
- 1999: Ein Sommernachtstraum (A Midsummer Night’s Dream)
- 1999: An deiner Seite (The Story of Us)
- 1999: Tief wie der Ozean (The Deep End of the Ocean)
- 2000: Schatten der Wahrheit (What Lies Beneath)
- 2001: Ich bin Sam (I am Sam)
- 2002: Weißer Oleander (White Oleander)
- 2003: Sinbad – Der Herr der sieben Meere (Sinbad: Legend of the Seven Seas, Stimme von Eris)
- 2007: Hauptsache verliebt (I Could Never Be Your Woman)
- 2007: Hairspray
- 2007: Der Sternwanderer (Stardust)
- 2009: Gemeinsam stärker – Personal Effects (Personal Effects)
- 2009: Chéri – Eine Komödie der Eitelkeiten (Chéri)
- 2011: Happy New Year (New Year’s Eve)
- 2012: Dark Shadows
- 2012: Zeit zu leben (People Like Us)
- 2013: Malavita – The Family (The Family)
- 2017: Wo ist Kyra? (Where Is Kyra?)
- 2017: The Wizard of Lies – Das Lügengenie (The Wizard of Lies, Fernsehfilm)
- 2017: Mother!
- 2017: Mord im Orient Express (Murder on the Orient Express)
- 2018: Ant-Man and the Wasp
- 2019: Avengers: Endgame
- 2019: Maleficent: Mächte der Finsternis (Maleficent: Mistress of Evil)
- 2020: French Exit
- 2022: The First Lady (Fernsehserie)
- 2023: Ant-Man and the Wasp: Quantumania

## Auszeichnungen
Oscar
- 1989: Nominierung als Beste Nebendarstellerin für Gefährliche Liebschaften
- 1990: Nominierung als Beste Hauptdarstellerin für Die fabelhaften Baker Boys
- 1993: Nominierung als Beste Hauptdarstellerin für Love Field – Liebe ohne Grenzen

Golden Globe Award
- 1989: Nominierung als Beste Hauptdarstellerin – Komödie oder Musical für Die Mafiosi-Braut
- 1990: Auszeichnung als Beste Hauptdarstellerin – Drama für Die fabelhaften Baker Boys
- 1991: Nominierung als Beste Hauptdarstellerin – Drama für Das Rußland-Haus
- 1992: Nominierung als Beste Hauptdarstellerin – Komödie oder Musical für Frankie & Johnny
- 1993: Nominierung als Beste Hauptdarstellerin – Drama für Love Field – Liebe ohne Grenzen
- 1994: Nominierung als Beste Hauptdarstellerin – Drama für Zeit der Unschuld
- 2018: Nominierung als Beste Nebendarstellerin – Serie, Mini-Serie oder TV-Film für The Wizard of Lies – Das Lügengenie
- 2021: Nominierung als Beste Hauptdarstellerin – Komödie oder Musical für French Exit

British Academy Film Award
- 1989: Auszeichnung als Beste Nebendarstellerin für Gefährliche Liebschaften
- 1990: Nominierung als Beste Hauptdarstellerin für Die fabelhaften Baker Boys

Primetime Emmy Award
- 2018: Nominierung als Beste Nebendarstellerin in einer Miniserie oder einem Fernsehfilm für The Wizard of Lies – Das Lügengenie

Screen Actors Guild Award
- 2003: Nominierung als Beste Nebendarstellerin für Weißer Oleander
- 2008: Nominierung als Bestes Schauspielensemble für Hairspray

Critics’ Choice Movie Awards
- 2007: Auszeichnung als Bestes Schauspielensemble für Hairspray

Young Artist Awards
- 1982: Nominierung als Best Young Motion Picture Actress für Grease 2

Saturn Awards
- 1985: Nominierung als Beste Hauptdarstellerin für Der Tag des Falken
- 1994: Nominierung als Beste Hauptdarstellerin für Wolf – Das Tier im Manne
- 2000: Nominierung als Beste Hauptdarstellerin für Schatten der Wahrheit
- 2007: Nominierung als Beste Nebendarstellerin für Der Sternwanderer

MTV Movie Awards
- 1992: Nominierung als Begehrenswerteste Schauspielerin für Batmans Rückkehr
- 1992: Nominierung für den Besten Filmkuss in Batmans Rückkehr (mit Michael Keaton)
- 1995: Nominierung als Beste Hauptdarstellerin für Dangerous Minds – Wilde Gedanken
- 1995: Nominierung als Begehrenswerteste Schauspielerin für Dangerous Minds – Wilde Gedanken

Chicago Film Critics Association Awards
- 1988: Nominierung als Beste Nebendarstellerin für Gefährliche Liebschaften
- 1989: Beste Hauptdarstellerin (Die fabelhaften Baker Boys)

National Society of Film Critics Awards
- 1988: Nominierung als Beste Nebendarstellerin für Gefährliche Liebschaften

Internationale Filmfestspiele von Venedig
- 1993: Beste Darstellerin (Zeit der Unschuld)

Los Angeles Film Critics Association Awards
- 1989: Beste Hauptdarstellerin (Die fabelhaften Baker Boys)

National Board Review Association Awards
- 1989: Beste Hauptdarstellerin (Die fabelhaften Baker Boys)

National Society of Film Critics Awards
- 1989: Beste Hauptdarstellerin (Die fabelhaften Baker Boys)

New York Film Critics Circle Awards
- 1989: Beste Hauptdarstellerin (Die fabelhaften Baker Boys)
- 1992: Beste Hauptdarstellerin (Love Field – Liebe ohne Grenzen)

American Comedy Awards
- 1989: Nominierung als Lustigster weiblicher Darsteller in einem Spielfilm für Die fabelhaften Baker Boys

Silberner Bär
- 1992: Beste Hauptdarstellerin (Love Field – Liebe ohne Grenzen)

Dallas-Fort Worth Film Critics Association Award
- 1993: Nominierung als Beste Hauptdarstellerin für Zeit der Unschuld

David di Donatello
- 1993: Nominierung als Beste ausländische Schauspielerin für Zeit der Unschuld

Blockbuster Entertainment Awards
- 1995: Nominierung als Favorite Actress – Drama für Dangerous Minds – Wilde Gedanken
- 1996: Favorite Actress – Comedy/Romance (Tage wie dieser)
- 2000: Favorite Actress – Suspense (Schatten der Wahrheit)

Nickelodeon Kids’ Choice Awards
- 1996: Nominierung als Lieblingsschauspielerin für Tage wie dieser

Kansas City Film Critics Circle Awards
- 2002: Beste Nebendarstellerin (Weißer Oleander)

San Diego Film Critics Society Awards
- 2002: Beste Nebendarstellerin (Weißer Oleander)

Washington D.C. Area Film Critics Association Awards
- 2002: Nominierung als Beste Nebendarstellerin für Weißer Oleander

Hollywood Film Festival
- 2007: Ensemble of the Year (Hairspray)

Palm Springs International Film Festival
- 2007: Ensemble Cast (Hairspray)

## Trivia
- Pfeiffer wirkte auch im Musikclip zu Coolios Gangsta’s Paradise mit, der zum Soundtrack ihres Films Dangerous Minds gehörte.
- Ihre feste Synchronstimme ab Ende der 1980er Jahre war Katja Nottke. Seit 2007 wird Pfeiffer jedoch fast ausschließlich von Andrea Aust synchronisiert.[8]